# Тампер (ядерна зброя)

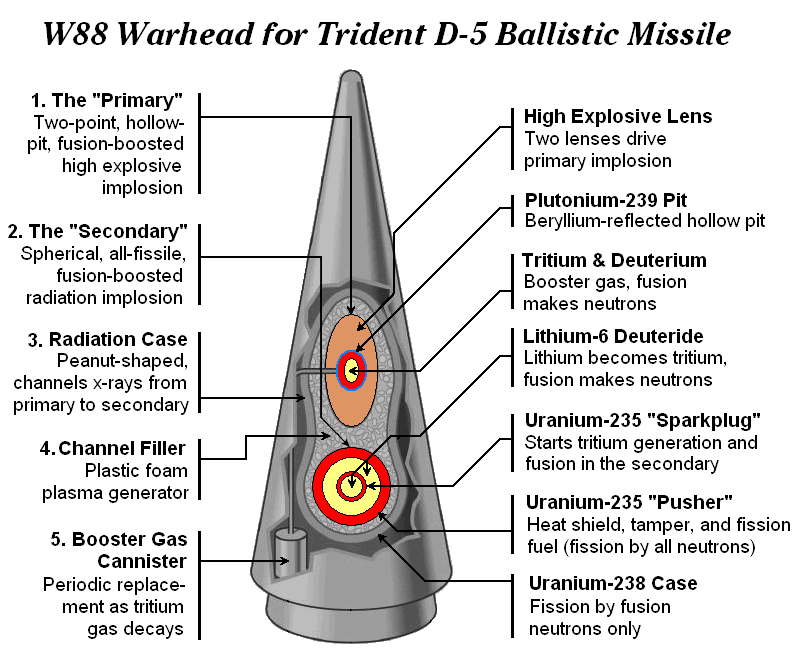
У боєголовці W88 основна частина використовує легкий берилієвий тампер, а вторинна має важкий уран-235.

Тампер — необов'язковий шар щільного матеріалу, який оточує матеріал, що розщеплюється. Використовується в розробці ядерної зброї для зменшення критичної маси ядерної зброї та затримки розширення реагуючого матеріалу через його інерцію. Завдяки своїй інерції він затримує теплове розширення паливної маси, що ділиться, довше зберігаючи її в надкритичному стані. Часто один і той же шар служить і як тампер, і як відбивач нейтронів. Зброя розпадається під час реакції, і це зупиняє реакцію, тому використання тампера забезпечує більш тривалий, енергійніший і ефективніший вибух. Вихід можна додатково підвищити за допомогою розщеплюваного тампера.
У першій ядерній зброї використовувалися важкі тампери з природного урану або карбіду вольфраму, але важкі тампери потребують більшої вибухової системи вибуху, що робить весь пристрій більшим і важчим. Натомість первинний ступінь сучасної термоядерної зброї може використовувати легкий берилієвий відбивач, який також є прозорим для рентгенівського випромінювання в іонізованому стані, що дозволяє вихідній енергії первинного елемента швидко поширюватись для використання у стисненні вторинного ступеня. Більш екзотичні матеріали для підробки, такі як золото, використовуються для спеціальних цілей, таких як випромінювання великої кількості рентгенівських променів або максимізація чи мінімізація радіоактивних опадів.
У той час як вплив тампера полягає в збільшенні ефективності як за рахунок відбиття нейтронів, так і за рахунок затримки розширення бомби, вплив на критичну масу не такий великий. Причина цього полягає в тому, що процес рефлексії займає багато часу. До того часу, коли відбиті нейтрони повертаються до ядра, проходить кілька поколінь ланцюгової реакції, тобто внесок старшого покоління становить крихітну частку популяції нейтронів.